# 打狗鳳邑文學獎
打狗鳳邑文學獎是由台灣高雄市政府指導、高雄市政府文化局主辦、面向全球華文寫作者的文學獎，每年舉辦一次 。

## 外部連結
- 打狗鳳邑文學獎徵選辦法 （页面存档备份，存于）